# Johann Nikolaus von Dreyse

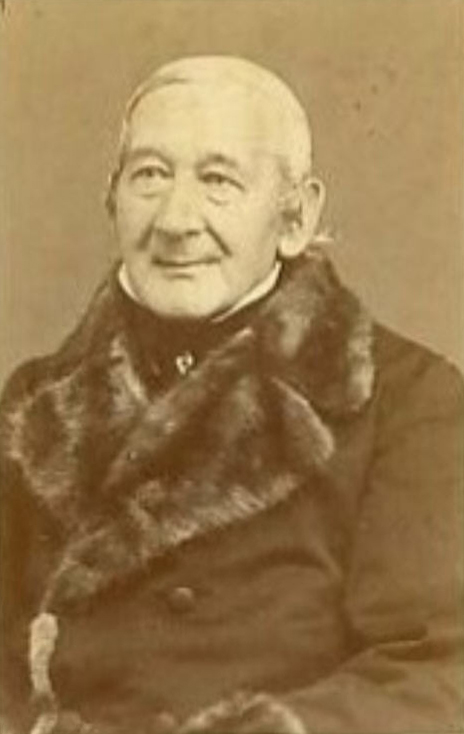
Johann Nikolaus von Dreyse

Johann Nikolaus Dreyse (in Selbstzeugnissen immer Johann Nicolaus Dreyse), ab 1864 von Dreyse (* 20. November 1787 in Sömmerda; † 9. Dezember 1867 ebenda), war ein deutscher Unternehmer, Konstrukteur und Erfinder des Zündnadelgewehres.

## Herkunft
Seine Eltern waren der Schlossermeister Johann Christian Dreyße († 1. August 1815) und dessen Ehefrau Susanne Katharina Fleischmann († 8. Mai 1843).

## Leben
Er erlernte das Handwerk seines Vaters und arbeitete seit 1806 in Altenburg und Dresden. Ab 1809 arbeitete er in Paris in der Gewehrfabrik von Samuel Johann Pauli, der von Napoléon Bonaparte mit der Verbesserung des Gewehrs beauftragt war (Details sind in der Forschung sehr umstritten). Pauli (auch Pauly) hatte einen Hinterlader mit Innenzündung und Klappenverschluss entwickelt, der aber zu kompliziert und anfällig war. Hier muss eine wichtige Anregung für Dreyses spätere Arbeit gesehen werden.

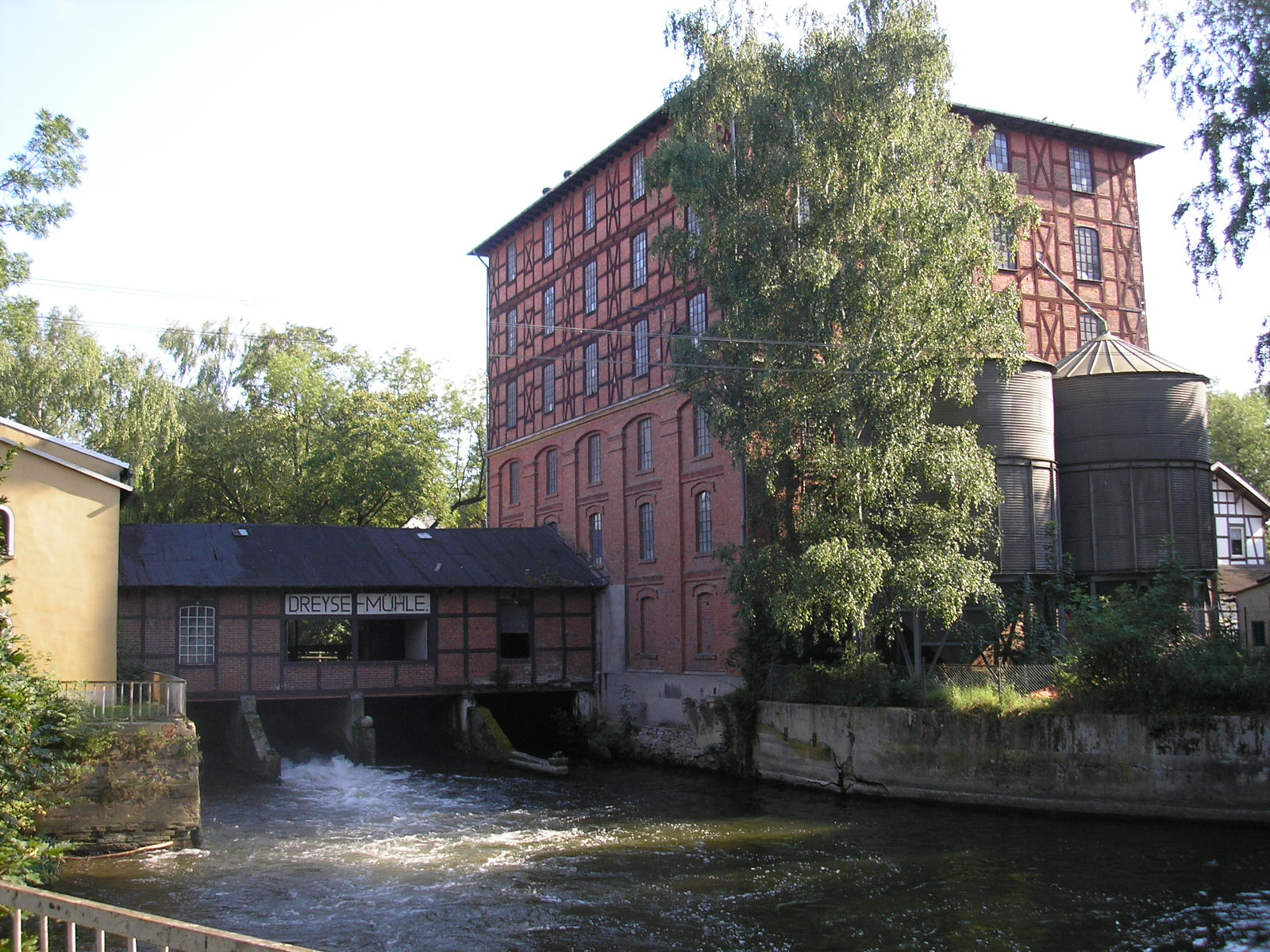
Die Dreyse-Mühle in Sömmerda

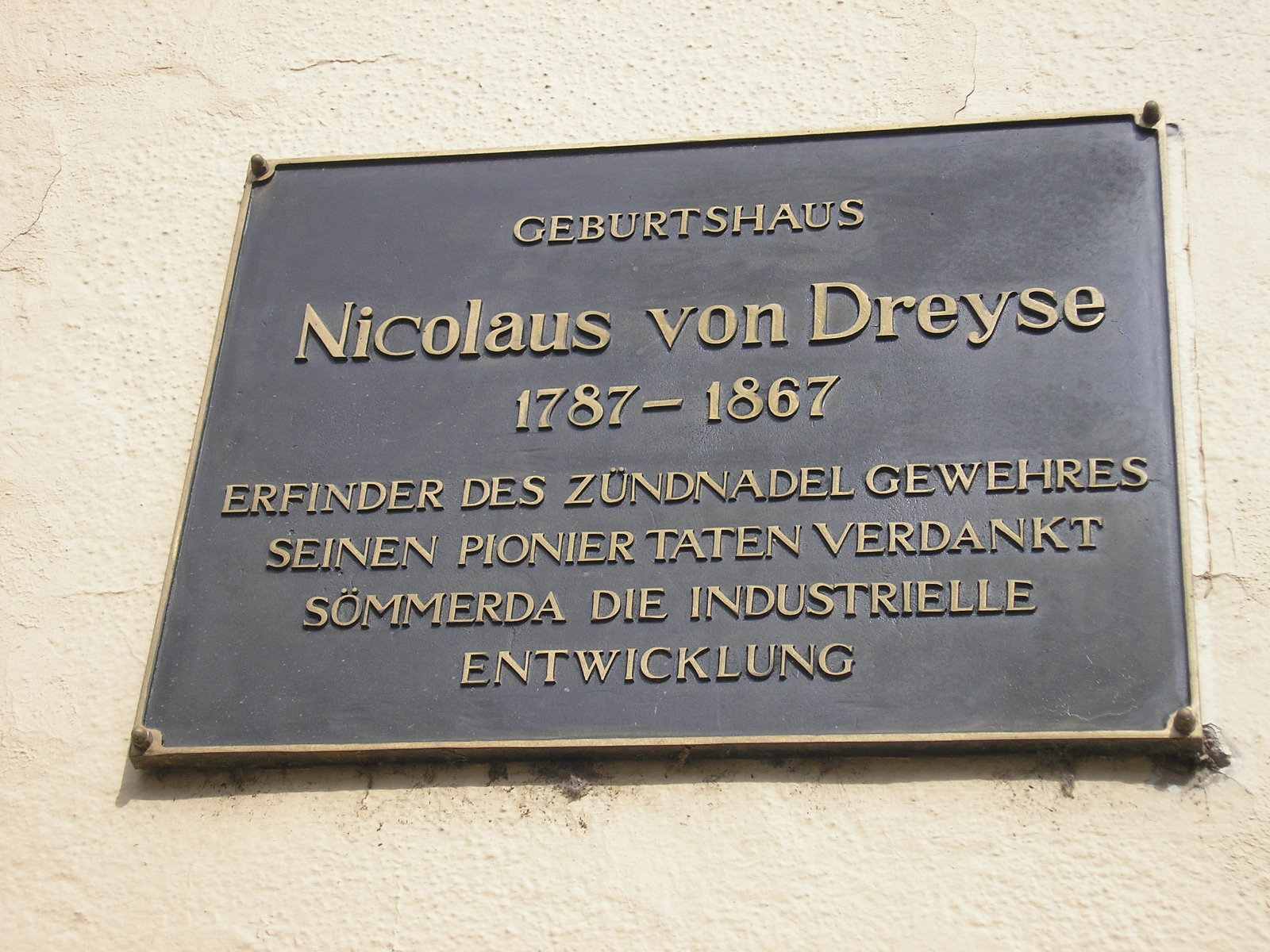
Gedenktafel an seinem Geburtshaus in Sömmerda

1814 kehrte er nach Sömmerda zurück und gründete mit dem Kaufmann Kronbiegel eine Fabrik (Dreyse & Collenbusch) zur Herstellung von Eisenwaren, wandte sein Interesse aber besonders der Verbesserung von Gewehren zu. 1824 gelang ihm eine Neukonstruktion von kupfernen Anzündhütchen für Perkussionsgewehre, die durch ihre hervorragende Qualität einen guten Ruf in Deutschland erwarben. Seine Bemühungen, die Zündung bei Gewehren von außen nach innen zu verlegen und eine Einheitspatrone zu konstruieren, die sämtliche für den Schuss erforderlichen Teile enthalten sollte, führten 1827 zur Erfindung des Zündnadelgewehrs. Es war noch ein glattes Vorderlader-Zündnadelgewehr. Häufige Unfälle mit dieser Waffe (auch Dreyse war betroffen) führten zur Weiterentwicklung zum Hinterlader.
1830 wurde mit diesem mehrfach verbesserten Gewehr durch eine preußische kriegsministerielle Kommission experimentiert. 1836 wandte Dreyse dann die Hinterladung an. Diese Waffe wurde 1840 in der preußischen Armee, zunächst bei den Füsilierbataillonen, eingeführt und ihre Einrichtung als Geheimnis behandelt. Gleichzeitig bewilligte die Regierung Dreyse die Mittel zur Errichtung einer Gewehr- und Gewehrmunitionsfabrik, die ab 1841 in Sömmerda mit der Fertigung begann. Bis 1863 wurden 300.000 Gewehre und die dazugehörenden Patronenteile geliefert. Im Jahre 1846 wurde Dreyse zum Kommissionsrat und 1854 zum Geheimen Kommissionsrat ernannt.
Der volle Wert des Zündnadelgewehrs hatte sich im Deutsch-Dänischen Krieg 1864 noch keineswegs gezeigt. Überraschend erschien daher die Wirkung des Hinterladers im Deutschen Krieg von 1866. In Gemeinschaft mit den gezogenen Kanonen führte das Zündnadelgewehr eine förmliche Revolution auf dem Gebiet der Kriegsführung herbei, und es war für diesen Feldzug von erheblicher Bedeutung (die Forschung steht der behaupteten kriegsentscheidenden Rolle heute etwas kritischer gegenüber).
Dreyse erfand auch ein Granatgewehr mit Sprenggeschoss, das aber infolge der Beschlüsse der Petersburger Konferenz von 1868 keine praktische Bedeutung gewann. Als militärisch wenig brauchbar erwiesen sich die Zündnadelstandbüchse (ein Versuch der Wiederbelebung der Amüsette) und die als Orgelgeschütz ausgelegte Dreyse-Mitrailleuse.
1864 wurde er in den erblichen Adelsstand erhoben.
Dreyses Sohn Franz (1822–1894) setzte das unternehmerische und erfinderische Werk seines Vaters zunächst erfolgreich fort. Mit der Leidenschaft seines Vaters für Waffentechnik versehen, vervollkommnete er die Kriegsfeuerwaffen und errichtete eine Maschinenfabrik und eine Eisengießerei, in der Werkzeugmaschinen und Eisenbahnbedarf hergestellt wurden. Seine Jagdwaffen zeichneten sich durch die leichte Handhabung aus. Eine wesentliche Verbesserung des Zündnadelgewehrs war die Erfindung des Schlagbolzens, womit die Verschleimung der Schlossteile durch Pulverrauch vermindert wurde. Später verlor er im militärischen Bereich den Anschluss (fortan war Mauser führend). Die Familie verkaufte die Gewehrfabrik 1901 an Rheinmetall, deren Gründer bei Johann Nikolaus von Dreyse gelernt hatte. Das Lebenswerk der Familie von Dreyse machte die bislang eher unbedeutende Stadt Sömmerda zu einem recht bedeutenden Standort der Rüstungsindustrie.

## Ehrungen

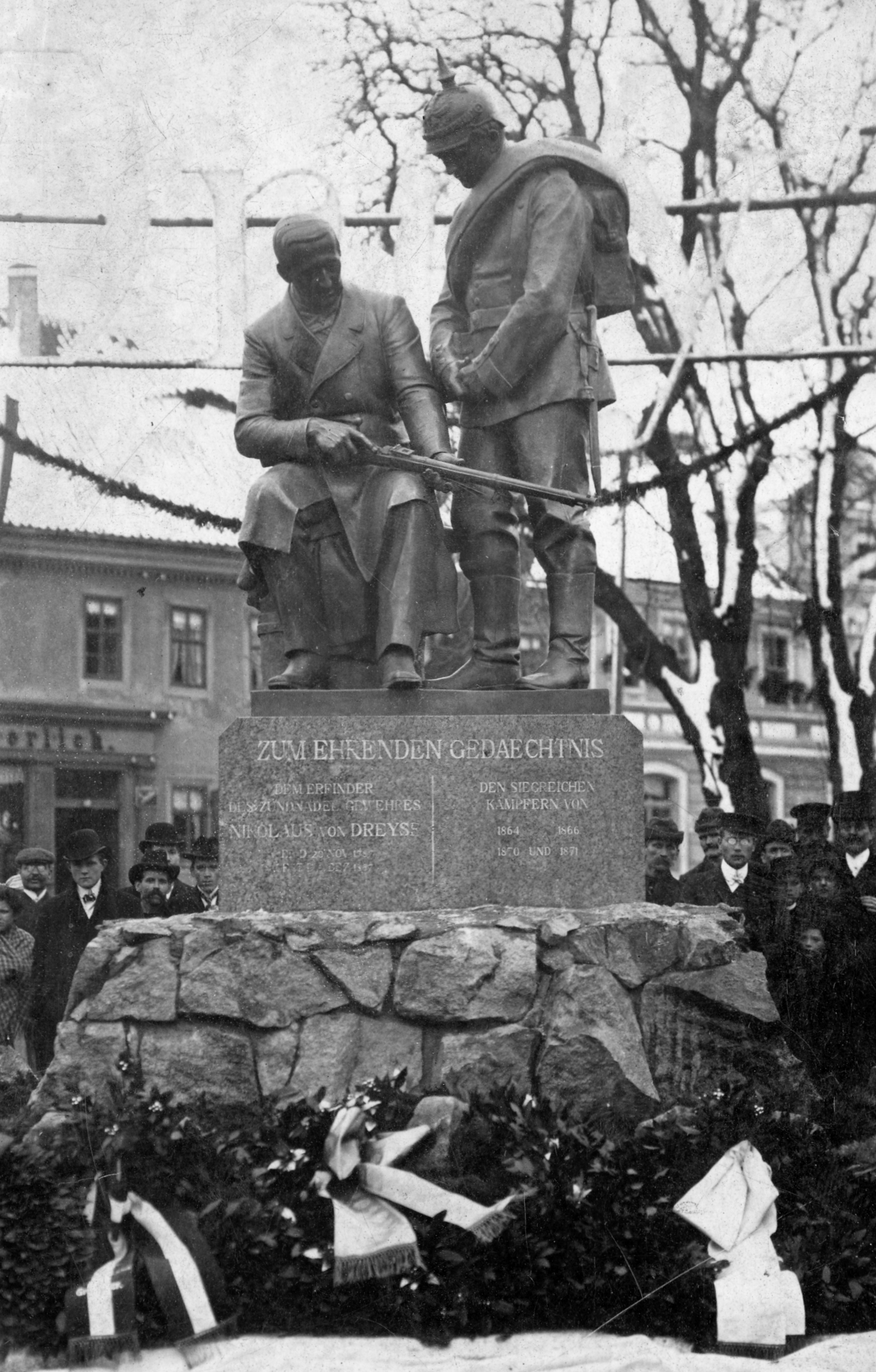
Dreysedenkmal

Im Jahr 1909 wurde in Sömmerda ein Dreyse-Denkmal kombiniert mit einem Kriegerdenkmal für die Kriege von 1864, 1866 und 1870/71 enthüllt. Es ist eine Arbeit des Bildhauers Wilhelm Wandschneider. Das Denkmal fiel 1948 der politischen Zensur zum Opfer, erhalten sind lediglich der Granitsockel und der Bronzekopf Dreyses.
In Berlin-Moabit benannte man 1875 eine bei den ehemaligen Pulvermühlen neu angelegte Straße nach ihm, die zu den Gardekasernen führte.

## Familie
Er heiratete am 11. Februar 1821 in Sömmerda Dorothea Luise Raman (* 4. August 1801; † 6. August 1849). Das Paar hatte mehrere Kinder:
- Franz Karl Rudolf (* 2. März 1822) ⚭ Renate Salzmann (* 16. Dezember 1846)
- Emilie Luise (* 26. Februar 1828) ⚭ 1850 Hugo von Besser, Oberst
- Julie Nathalie Wilhelmine (* 4. Oktober 1832)

⚭ 1853 Rudolf von Garczynski († 3. Juli 1866), Gefallen bei Königgrätz
⚭ 1873 N.N. Hankwitz, Oberstabsarzt

## Trivia
Johann Nikolaus Dreyse ist nicht zu verwechseln mit  Karl Drais, dem Erfinder der Draisine.